# Äquivalenz (Matrix)
Die Äquivalenz im mathematischen Teilgebiet der linearen Algebra ist eine Äquivalenzrelation auf der Klasse der {\displaystyle m\times n}-Matrizen.

## Definition
Zwei Matrizen {\displaystyle A} und {\displaystyle B} sind per Definition äquivalent, wenn es eine lineare Abbildung
{\displaystyle f\colon \mathbb {K} ^{n}\to \mathbb {K} ^{m}} gibt und es Basen {\displaystyle B_{1},B_{2}} von {\displaystyle \mathbb {K} ^{n}} und {\displaystyle C_{1},C_{2}} von {\displaystyle \mathbb {K} ^{m}} gibt, so dass
{\displaystyle A={}_{B_{1}}M(f)_{C_{1}}} und
{\displaystyle B={}_{B_{2}}M(f)_{C_{2}}} gilt,
d. h. {\displaystyle A} ist eine Darstellung von {\displaystyle f} bezüglich der Basen {\displaystyle B_{1}} von {\displaystyle \mathbb {K} ^{n}} und {\displaystyle C_{1}} von {\displaystyle \mathbb {K} ^{m}}, und {\displaystyle B} ist eine Darstellung von {\displaystyle f} bezüglich der Basen {\displaystyle B_{2}} von {\displaystyle \mathbb {K} ^{n}} und {\displaystyle C_{2}} von {\displaystyle \mathbb {K} ^{m}}.

## Äquivalente Aussage
Zur Aussage „die {\displaystyle m\times n}-Matrizen {\displaystyle A} und {\displaystyle B} sind äquivalent über dem Körper {\displaystyle K}“ ist folgende Aussage äquivalent:
- Es gibt eine invertierbare {\displaystyle m\times m}-Matrix {\displaystyle S} und eine invertierbare {\displaystyle n\times n}-Matrix {\displaystyle T} über {\displaystyle K}, so dass {\displaystyle B=SAT} gilt.

## Aussagen über äquivalente Matrizen
- Zwei reguläre Matrizen vom gleichen Typ sind äquivalent.
- Zwei Matrizen vom gleichen Typ und demselben Rang sind äquivalent.

## Äquivalente Matrizen und ähnliche Matrizen
Ein Spezialfall von äquivalenten Matrizen sind die ähnlichen Matrizen.